# Tornaco
Tornaco (Torgàn in piemontese, Torgän in lombardo) è un comune italiano di 879 abitanti della provincia di Novara in Piemonte.

## Storia

### Simboli
Lo stemma è stato riconosciuto con decreto del capo del governo del 28 gennaio 1936.
Il gonfalone, concesso con decreto del presidente della Repubblica del 9 febbraio 1993, è costituito da un drappo troncato di verde e di bianco.

## Monumenti e luoghi d'interesse

### Architetture religiose
- La chiesa parrocchiale di Santa Maria Maddalena, le origini della chiesa dedicata a Santa Maria Maddalena risalgono al XII secolo, essa subì tuttavia numerosi rimaneggiamenti ed ampliamenti nei secoli successivi. In occasione della visita pastorale avvenuta nel 1594, il vescovo Bascapè la descrisse come costruzione a tre navate. Nel 1630 furono aggiunte due cappelle laterali e quindi due navate minori. Pertanto, l'edificio attuale presenta cinque navate con cappelle laterali. L'altare maggiore e la balaustra sono in stile barocco, e vennero realizzati in marmi policromi nel 1789 dai fratelli Colombara. Di rilievo l'affresco (1524) collocato in corrispondenza dell'abside, che raffigura la Madonna con i Santi Pietro e Francesco, realizzato da un artista vicino alla scuola di Tommaso Cagnola;
- L'oratorio di Santo Stefano, è situato in ambito extraurbano, lungo il percorso viario verso Vignarello. L'edificio ingloba in sé parti di una costruzione di molto anteriore, riconducibile probabilmente ad un'antica basilica romanica risalente all'XI secolo; tali parti sarebbero identificabili nell'abside e nella parte inferiore delle pareti laterali. La forma dell'abside appare altamente significativa, data le ampie dimensioni e la ripartizione realizzata da cinque larghe lesene che si collegano con archetti pensili accoppiati. Il luogo risulta già citato (con la accezione di "prato") nell'anno 1006 e poi nel 1121, quando viene annotata una "fondazione di Santo Stefano", dipendente dall'omonima abbazia presente in Vercelli. L'edificio venne conservato in ottime condizioni fino al XV secolo, a cura dei monaci ivi residenti, che ne fecero decorare riccamente l'interno con pregevoli affreschi. Allo stato attuale risulta ancora visibile solo una raffigurazione della Vergine con il Bambino fra san Giovanni Battista e santo Stefano. La sua struttura originaria venne modificata nel secolo XVIII, realizzando un sopraelevamento delle pareti ed un rifacimento della facciata in forme neoromaniche.
- La chiesa di San Carlo, situata nel punto più alto del paese, presenta impianto planimetrico ad aula unica. La facciata propone un disegno composito con tripartizione del fronte esterno realizzata per mezzo di lesene, con suddivisione anche orizzontalmente in due ordini sovrapposti.
- L'oratorio di Sant'Eusebio, ormai divenuto sconsacrato e diroccato, situato a fianco al cimitero comunale, ha origine antichissima: è citata prima ancora dell'anno 969, come oggetto di scambio fra il vescovo di Novara Aupaldo e Austreverto di Tornaco. Nel 1006 viene menzionata nel medesimo documento nel quale appare citato il "prato" di Santo Stefano. In relazione al primitivo edificio, all'inizio del secolo XX, in occasione di lavori di scavo, vennero riportati alla luce sezioni di fondazioni e porzioni degli antichi pavimenti musivi. Negli atti di una visita pastorale dell'anno 1617 la basilica risulta ormai essere un edificio diroccato e collocato in mezzo ai boschi. Nel 1750 l'oratorio di Sant'Eusebio, fu ricostruito nelle immediate vicinanze dell'antica fondazione, presso l'area cimiteriale, in forme barocche.

### Architetture civili
- La Villa Marzoni, edificata alla fine del XIX secolo sui resti dell'antico castello. Sorge su un dosso naturale sui resti dell'antico castello risalente al XV secolo, e precisamente di ciò che rimaneva dell'antico mastio. Nel 1896 l'ingegner Luigi Marzoni edificò una villa padronale che oggi è sede permanente del "Museo della Civiltà e Cultura della Bassa Novarese" e della Biblioteca Comunale di Tornaco. In corrispondenza dei saloni del primo piano sono presenti gli attrezzi e gli oggetti legati alle attività svolte nel tipico ambito agricolo della zona: al piano superiore, durante il periodo dei "Cantieri d'Arte" sono esposte tele di artisti famosi a livello nazionale. In corrispondenza del livello inferiore sono presenti locali tradizionalmente legati allo svolgimento delle attività agricole, mentre le funzioni residenziali erano ospitate nei locali del livello superiore. Il collegamento fra i due piani era realizzato attraverso la scala esterna ancora in opera. Significativa sotto il profilo tipologico anche l'esistenza in facciata di una arcata, ad arco ribassato, verosimilmente corrispondente ad un ingresso realizzato nel secolo XIX.
- Il Castello del XIX secolo. Dell'antico incastellamento di Tornaco abbiamo notizie a partire dal XV secolo, benché sappiamo come esso fosse stato più volte distrutto e ricostruito. Alcune parti di esso mantennero la propria identità tipologica per un periodo relativamente lungo, come nel caso dell'antico mastio; del complesso in esame è evidente l'organico disegno compositivo di facciata, rispondente ad un grande cantiere unitario, con scansione regolarmente ritmata delle aperture finestrate in corrispondenza dei vari piani. In corrispondenza del livello inferiore, è presente un arco acuto realizzato in muratura laterizia piena.

## Società

### Evoluzione demografica
Abitanti censiti

## Geografia antropica

### Frazioni

#### Vignarello
Vignarello è una frazione di Tornaco in provincia di Novara, al confine con la provincia di Pavia.
Si tratta di un piccolo borgo situato nella bassa novarese  ha un castello in parte abitato e in parte ancora da restaurare, ed una piccola chiesa dedicata a san Silvestro Papa, dipendente dalla diocesi di Vigevano dal 1817 (vicariato di Cassonovo fino al 1971 poi zona pastorale Nord-Ovest).
Viene citato come Vignarellum, in Contea Lumellina nell'elenco delle terre del contado di Pavia del 1250. In seguito ebbe signori propri che diedero origine ad una ramo della potente famiglia novarese dei Tornielli. Nel periodo napoleonico con l'ordinamento del 1800, emanato per la Lomellina, Vignarello è incluso nel secondo distretto di Vigevano, dipartimento dell'Agogna (legge 25 Fiorile anno IX).  Nel 1806 risulta essere un comune di terza classe, con popolazione di 203 abitanti. Fu soppresso prima dell'unità d'Italia ed unito a Tornaco.

## Amministrazione
Di seguito è presentata una tabella relativa alle amministrazioni che si sono succedute in questo comune.
| Periodo        | Periodo        | Primo cittadino     | Partito                                 | Carica  | Note  |
| -------------- | -------------- | ------------------- | --------------------------------------- | ------- | ----- |
| 15 luglio 1985 | 8 giugno 1990  | Renato Dellavesa    | Partito di Unità Proletaria             | Sindaco | [ 9 ] |
| 8 giugno 1990  | 24 aprile 1995 | Gaudenzio Sarino    | Partito Socialista Democratico Italiano | Sindaco | [ 9 ] |
| 24 aprile 1995 | 14 giugno 1999 | Gaudenzio Sarino    | -                                       | Sindaco | [ 9 ] |
| 14 giugno 1999 | 14 giugno 2004 | Gaudenzio Sarino    | -                                       | Sindaco | [ 9 ] |
| 14 giugno 2004 | 8 giugno 2009  | Giuseppe Cremona    | centro-sinistra                         | Sindaco | [ 9 ] |
| 8 giugno 2009  | 25 maggio 2014 | Gaudenzio Sarino    | lista civica                            | Sindaco | [ 9 ] |
| 25 maggio 2014 | 26 maggio 2019 | Gaudenzio Sarino    | lista civica La qualità della vita      | Sindaco | [ 9 ] |
| 26 maggio 2019 | 10 giugno 2024 | Giovanni Caldarelli | lista civica Unione per Tornaco         | Sindaco | [ 9 ] |
| 10 giugno 2024 | in carica      | Giovanni Caldarelli | lista civica Unione per Tornaco         | Sindaco | [ 9 ] |

## Sport

### Calcio
La principale squadra di calcio della città era l'A.S.D. Basso Novarese (ormai non più esistente) che militava nel girone B di Seconda Categoria.